# هارولد مارشال
هارولد أ. مارشال (10 فبراير 1918 -18 كانون الثاني 2013) كان مستكشف وقناص كندي برتبة رقيب شارك في الحرب العالمية الثانية خدم في فوج مرتفعات كالغاري الكندي كقائد فصيل القناصة، المعلومات المتوفرة عن هارولد قليلة وتم ذكرة لأول مرة في 30 يناير 1942 في مقالة كتبها فوج هاملتون الكندي حول محاكاة التدريب للجنود الكنديين في مرتفعات انجلترا , من الجدير بالذكر ان هارولد شارك في معركة النورماندي واصيب عام 1944 وفي عام 1973 تم ذكرة في كتاب مذكرات بيل لييس لكنة لم يعطي معلومات عن دورة في الحرب وعن حصيلة الالمان اللذين اقتنصهم